# Rów Podspadzki

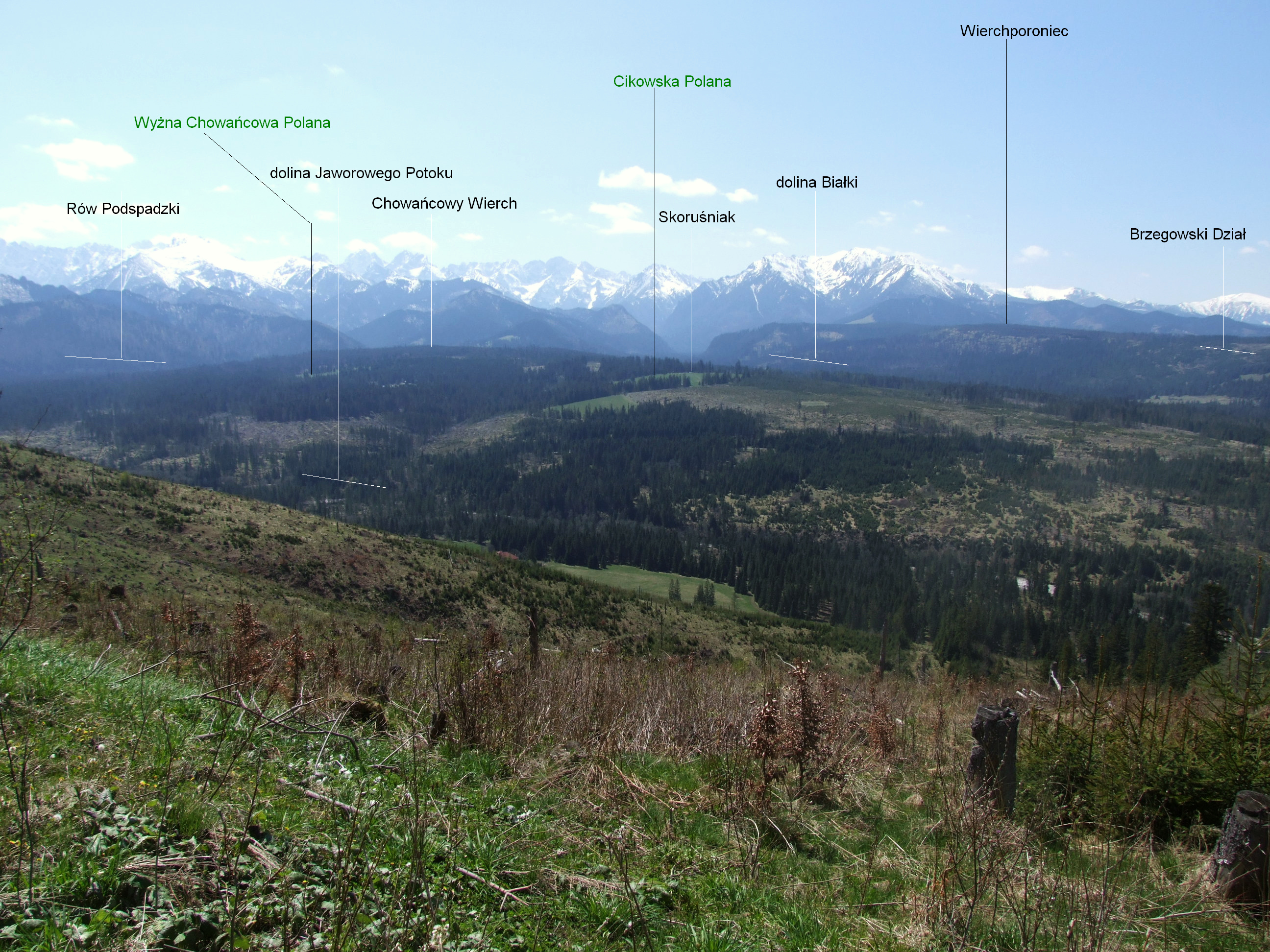
Widok z Magury Spiskiej nad Podspadami

Rów Podspadzki – część Rowu Podtatrzańskiego pomiędzy Brzegowskim Działem a Zdziarską Przełęczą. Ciągnie się od słowackiej miejscowości Jaworzyna Tatrzańska wzdłuż Jaworowego Potoku przez słowacką miejscowość Podspady do podnóża grzbietu łączącego Tatry Bielskie z Magurą Spiską przez Przełęcz Zdziarską. Rów Podspadzki oddziela Tatry od Pogórza Spiskiego. Jego zachodnia część, w której znajduje się Jaworzyna Tatrzańska nosi nazwę Kotliny Jaworzyńskiej.
Z Tatr uchodzi do Rowu Podspadzkiego kilka potoków: Jaworowy Potok, Międzyścienny Potok, Nowy Potok i Hawrani Potok. Rowem Podspadzkim oprócz Jaworowego Potoku płynie jeszcze równolegle do niego i po jego północnej stronie drugi, mniejszy  Biały Potok. Po północnej stronie Rowu Podspadzkiego (już na Pogórzu Spiskim) ciągnie się w północnym kierunku niski grzbiet Chowańców Wierchu (1038 m) i Skoruśniaka (979 m), oddzielający dolinę Białki od doliny Jaworowego Potoku. Rów Podspadzki jest w większości zalesiony i znajduje się na obszarze TANAP-u.
Rowem Podspadzkim biegnie Droga Wolności z Łysej Polany przez Słowację.